# Léopold Gasc
Pour les articles homonymes, voir Gasc.
 (février 2022).
Si vous disposez d'ouvrages ou d'articles de référence ou si vous connaissez des sites web de qualité traitant du thème abordé ici, merci de compléter l'article en donnant les références utiles à sa vérifiabilité et en les liant à la section « Notes et références ».
Léopold Gasc, né le 26 août 1908 à Auzat (Ariège) et mort le 9 novembre 1998 à Pamiers (Ariège), est un général de brigade français.

## Biographie
Issu d'une famille venue s'installer à Auzat pour la construction en 1907 de l'usine d'aluminium, Léopold Gasc étudia au collège de Pamiers, entra en Corniche au lycée Pierre-de-Fermat de Toulouse et intégra l'école spéciale militaire de Saint-Cyr dans la promotion Mangin, 1929-1931.
À sa sortie de l’École spéciale militaire, il intègre l'école militaire d'infanterie et des chars de combat, à Versailles.
Il est ensuite nommé lieutenant au 508e régiment de chars de combat, à Lunéville.
En décembre 1939, il est promu capitaine.

### Seconde Guerre mondiale

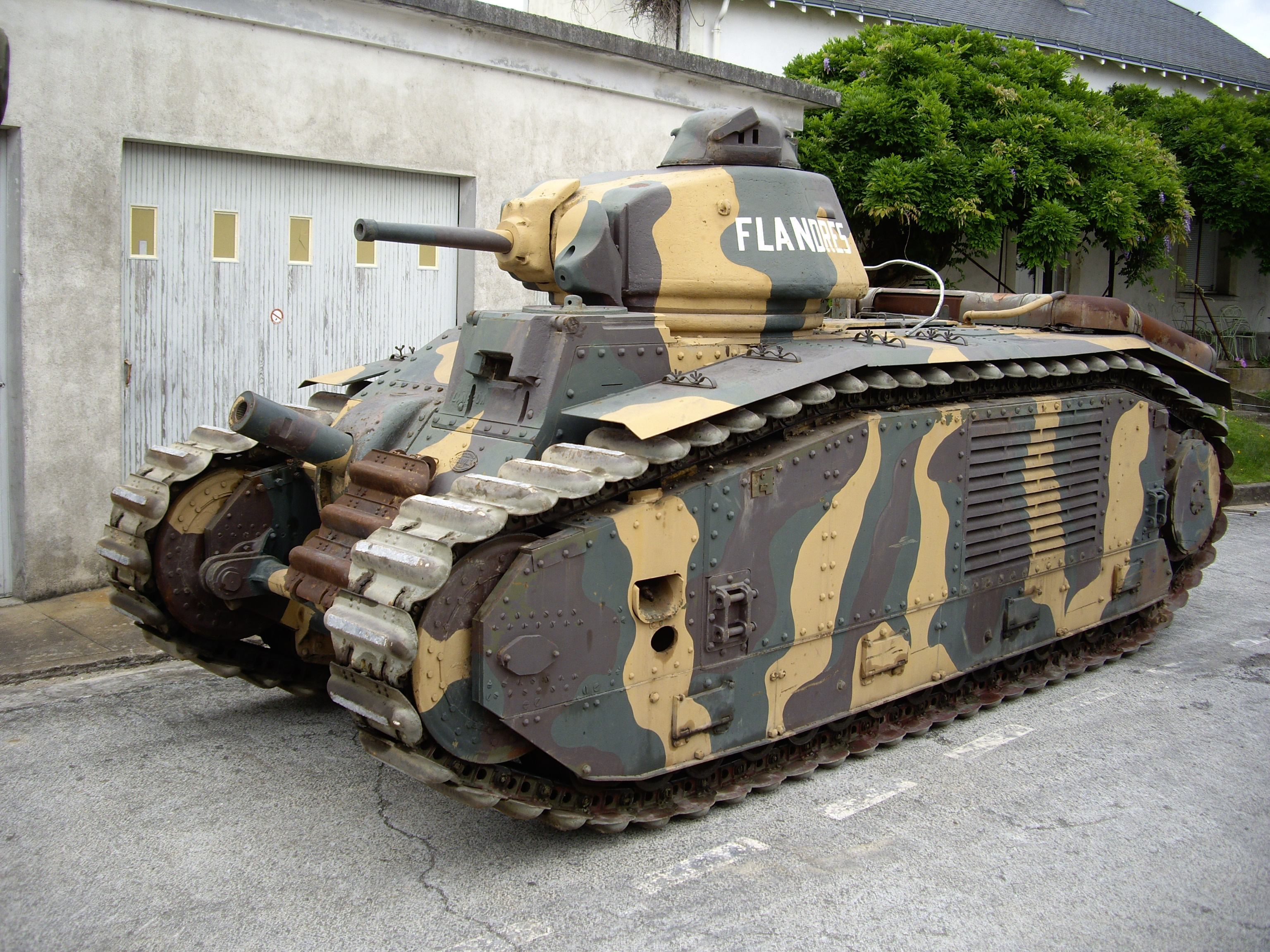
Char B1 bis Flandres du musée des blindés de Saumur, le seul en état de marche.

Il est officier de char durant la campagne de France, mai-juin 1940
En 1940, il est nommé commandant de la 2e compagnie du 41e bataillon de chars de combat au sein de la 3e division cuirassée. En mai et juin, son bataillon est engagé dans la défense de la ligne de front. Sa compagnie était équipée de chars Renault B1 bis.
Le 18 mai, toutes les compagnies du 41e BCC lancent leurs chars pour dégager la côte 311, près de l'ouvrage de la Ferté, à proximité de Sedan. Le capitaine Gasc et ses chars chargent les éléments allemands. Il détruit lui-même plusieurs canons anti-chars et plusieurs nids de mitrailleuses.
Le 11 juin 1940, il reçoit le commandement d'un groupement constitué des chars inaptes au combat (défaut d'armement ou fuites d'huile) et renvoyés vers l'arrière pour réparations. Le 13 juin 1940, après avoir traversé la Marne à Pogny, les chars du détachement Gasc se regroupent à Togny-aux-Bœufs. Le général de Lattre de Tassigny met le capitaine Gasc en demeure, malgré son ordre de mission, de mettre ses chars à la disposition de sa 14e DI (puis à partir du 13 juin à celle du 208e régiment d'infanterie de la 53e DLI). Vers 20 heures, les chars pratiquement inutilisables sont dispersés le long de la Marne sur un front de près de 12 kilomètres. Le B1 bis 342 Corton est placé à la lisière Nord de Togny-aux-Bœufs en direction de Vésigneul puis sabordé, ainsi que les chars 320 Drôme et 316 Moselle (ce dernier à court d'essence, entre Togny et Vitry-la-Ville).
Le 14 juin, ordre est donné au détachement Gasc de se replier dans le département de l'Aube. Le 15 juin, au cours d'un dernier combat, le groupement Gasc, réduit à une trentaine d'hommes, un char (374 Villers-Marmery) et deux TRC 36R, est décimé au village de Montsuzain. Blessé, Gasc est fait prisonnier.
En 1945, il est nommé à la Subdivision militaire de Foix (Ariège).
Il est promu chef de bataillon (commandant).
De 1946 à 1949, il est affecté au 30e bataillon de chasseurs à pied, à Limoges, où il exerce la responsabilité de Commandant en second.

### Guerre d'Indochine
Officier d'état-major en Indochine.
En juin 1949, à son arrivée en Indochine, le chef de bataillon Gasc est nommé provisoirement chef du secteur de Phan-Thiêt, au sein du bataillon de marche du 4e régiment de tirailleurs tunisiens.
Puis il devient chef d'état-major du secteur des Plateaux en 1950 et de Ban-Methuot en 1951.
A son retour d'Indochine, il est nommé à Lille, où sera promu lieutenant-colonel.

### Guerre d'Algérie
Il est commandant du 20e bataillon de Chasseurs à pied en Algérie, avec prise de poste le 14 octobre 1957.
De retour d'Algérie, le colonel Léopold Gasc est nommé à la région militaire de Lille.
il est promu général de brigade alors qu'il commande la Subdivision militaire de Tarn et Garonne, à Montauban.
Le général Léopold Gasc est officier de la Légion d'honneur et commandeur de l'Ordre du mérite.
Il est enterré au cimetière de Pamiers.